# Southern California Edison

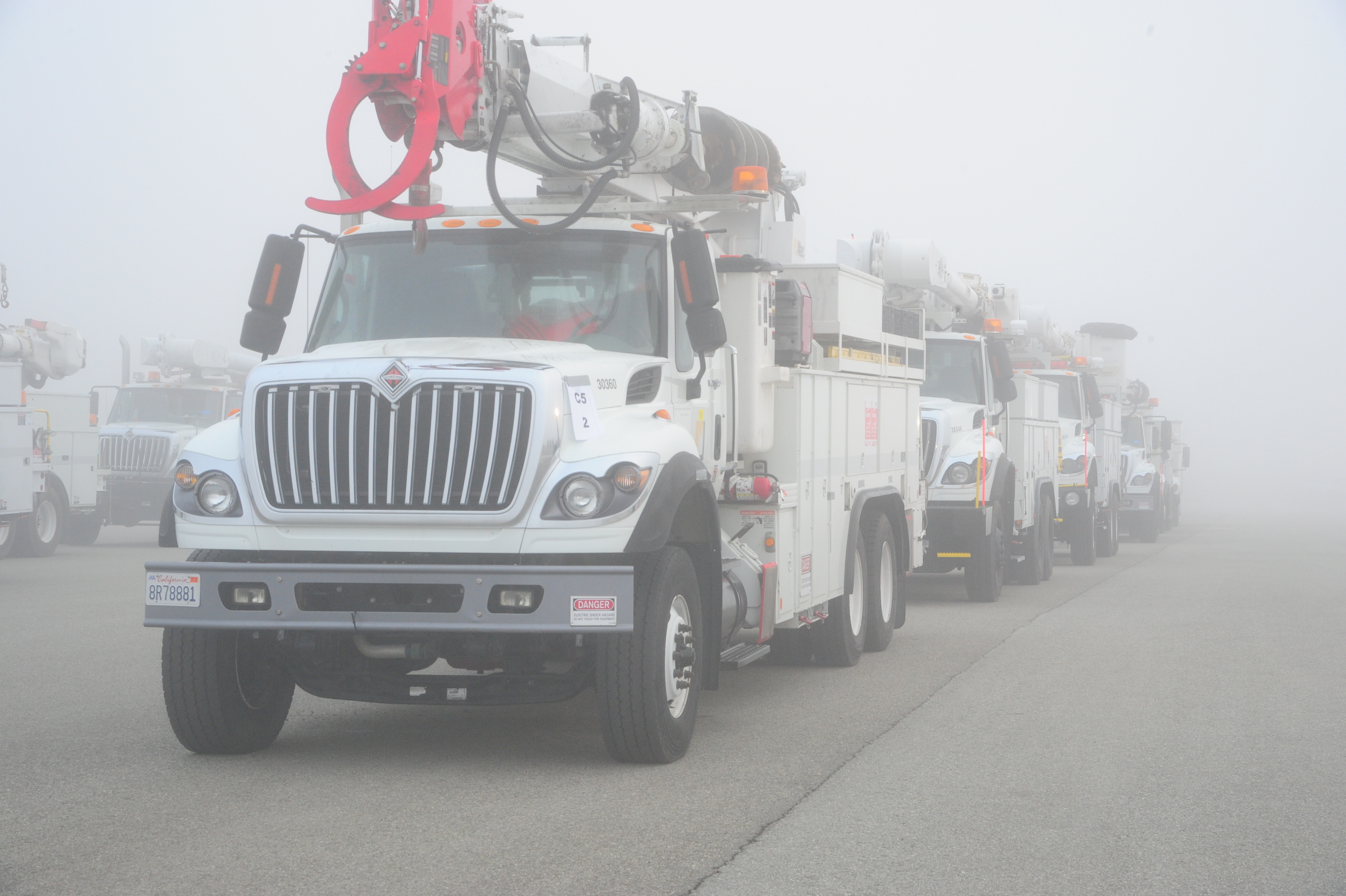
Veículos da Southern California Edison em operação.

Southern California Edison (SCE), a maior filial da Edison International, é a principal empresa de distribuição de energia eléctrica para o muito sul da Califórnia.

## Obras
- Centro de Energia Eólica Alta[1]